# Koloman Gögh
Koloman Gögh (Kladno, 7 de janeiro de 1948 – 11 de novembro de 1995) foi um futebolista profissional eslovaco que atuava como defensor.

## Carreira
Koloman Gögh fez parte do elenco da Seleção Checoslovaca de Futebol, na Euro de 1976 e da Euro 1980.

## Títulos
- Eurocopa: 1976